# Operación Dragón
Operación Dragón (en inglés: Enter the Dragon, en chino tradicional, 龍爭虎鬥; en chino simplificado, 龙争虎斗; pinyin, Lóng Zhēng Hǔ Dòu; jyutping, Lung4 Zang1 Fu2 Dau3)  es una película hongkonesa de artes marciales de 1973 dirigida por Robert Clouse. Protagonizada por Bruce Lee, John Saxon y Jim Kelly, fue la última película en la que Bruce Lee hizo aparición antes de morir el 20 de julio de 1973. La película fue estrenada el 26 de julio de 1973, seis días después del fallecimiento de Lee.
Enter the Dragon suele ser considerada como una de las películas de artes marciales más grandes de todos los tiempos. En el año 2004, en Estados Unidos Enter the Dragon fue catalogada como «culturalmente importante» y fue seleccionada para su preservación en el Registro Nacional de Filmes de ese país.
Enter the Dragon fue la primera película de artes marciales chinas en ser producida por un estudio importante de Hollywood (Warner Bros) en asociación con la compañía Concord Production Inc. (en ese entonces, propiedad de Bruce Lee). La mayor parte de la película está ambientada en Hong Kong.
Dentro del grupo de extras que trabajaron en la película, había miembros egresados de la Escuela de Ópera de Pekín incluyendo a Jackie Chan, Sammo Hung y Yuen Biao. Su participación en esta película (y su posterior asociación con la Golden Harvest) fue un elemento importante que los ayudó a impulsar sus carreras. En las primeras escenas de la película Hung es visto peleando con Lee, y Jackie Chan aparece como uno de los guardias cuando Lee es descubierto dentro de la guarida subterránea de Han.
La versión terminada de la película no dista mucho del guion original. Bruce Lee (que trabajó como uno de los guionistas de la película) no revisó el guion, y dirigió la apertura de la película en el Templo Shaolin. Lee quería que la película fuera un vehículo para expresar lo que él percibía como bello en la cultura china, más que una simple película de acción. El guion original contuvo la mayoría de los diálogos en la película.
Este filme marcó el debut de Bolo Yeung en películas de artes marciales. Es el top 19 de las 100 mejores películas de acción de todos los tiempos por GQ.

## Argumento

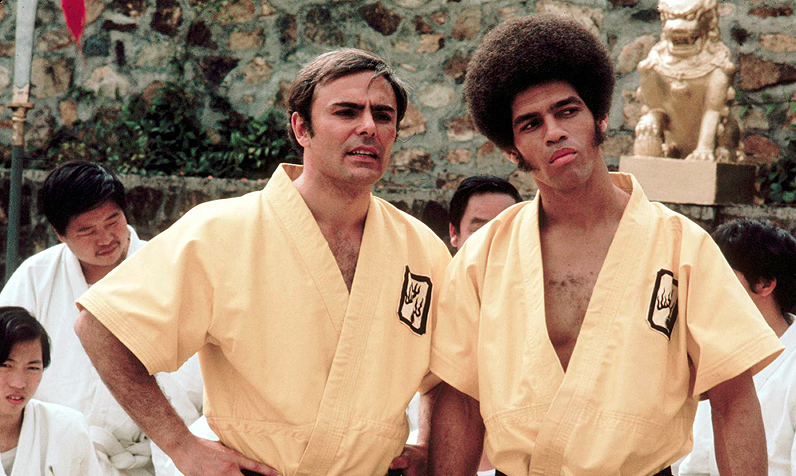
John Saxon con Jim Kelly en una escena

Lee es un artista marcial shaolin de Hong Kong, poseedor de una profunda percepción filosófica sobre las artes marciales y de una gran fuerza física. Lee recibe una invitación para participar en un torneo de artes marciales organizado por el misterioso y potentado señor Han, el cual, ha de celebrarse en una isla privada de su propiedad. Lee es informado por su maestro de que Han fue una vez un estudiante shaolin, pero fue expulsado del templo por haber roto el código de conducta.
Un agente de la inteligencia británica llamado Braithwaite se acerca a Lee y le pide su ayuda para realizar una operación encubierta. Han es sospechoso de narcotráfico y trata de blancas. Sin embargo, la isla propiedad de Han se encuentra parcialmente en su jurisdicción y, por ende, no pueden hacer ninguna investigación formal. Han no permitirá la entrada de armas de fuego en su isla para evitar los intentos de asesinato y para evitar que las autoridades internacionales tengan una justificación para ejecutar una redada. Han dirige una escuela de artes marciales para encubrir sus operaciones de tráfico. También utiliza la escuela para organizar su torneo privado, cuyo objetivo es reclutar buenos peleadores para expandir su ejército personal. Lee acuerda ayudar a Braithwaite con la esperanza de redimir el honor shaolin que Han ha empañado. Más tarde, el padre de Lee le revela que O'hara (el guardaespaldas de Han) estuvo involucrado en la muerte de su hermana Su Lin. A partir de este momento, la misión de Lee se transforma en una cruzada por la venganza.
Lee llega a la isla de Han y recibe una cálida bienvenida. Junto con él se encuentran otros competidores talentosos incluyendo a Roper (John Saxon), un playboy que espera que las ganancias del torneo paguen sus deudas de juego, y Williams (Jim Kelly), un estadounidense negro que huye de la ley, luego de defenderse contra dos policías blancos racistas. Roper y Williams ganan sus primeras peleas fácilmente.
Esa noche, Tania, la asistente de Han, presenta a los competidores el Harén de Han y les permite seleccionar a la mujer que quieran para pasar la noche, y Roper termina eligiendo a Tania. Lee le pide a Tania que le traigan a una mujer que él vio dentro del séquito de Han. La mujer solicitada por Lee es Mei Ling, una agente de la que Braithwaite le había hablado antes de la misión y enviada a la isla para reunir información. Sin embargo Mei Ling ha sido incapaz de escapar de la vigilancia de Han. Esa noche, Lee deja a Mei Ling en su cuarto y empieza a explorar la isla para buscar evidencia y encuentra una entrada secreta a una base subterránea donde las drogas de Han son hechas y probadas en prisioneros. Los guardias de Han lo atacan, pero Lee los vence y escapa antes de que puedan identificarlo. Lee es visto saliendo de la entrada secreta por Williams, quien salió a tomar aire fresco a pesar de estar prohibido salir de noche.
Al día siguiente, Han advierte a los competidores que no deben salir de sus habitaciones en la noche. Han castiga severamente a sus guardias dejándolos bajo observación de Bolo, su sádico capataz. Más tarde, Lee tiene su primera pelea con O'Hara,  el cual termina siendo asesinado por Lee y Han suspende las peleas de ese día. Más tarde, Han llama a Williams y lo acusa de haber atacado a los guardias la noche anterior. Williams se defiende diciendo que él no era el único que estaba afuera anoche y decide irse de la isla. Han llama a sus esbirros pero Williams se deshace de ellos, pero Han mata a Williams utilizando su prótesis de hierro ubicada en su mano izquierda.
Más tarde, Han le muestra Roper su laboratorio subterráneo y le pide que sea el representante de su negocio de heroína en Estados Unidos. Roper se resiste, pero Han le muestra el cadáver mutilado de Williams siendo sumergido en una piscina de ácido, insinuando a Roper que seguirá el mismo destino si se niega a cooperar. Esa misma noche, Lee se infiltra en la base subterránea y reúne información suficiente para asegurar el arresto de Han, sin embargo este activa una alarma sin querer mientras se comunicaba con Braithwaite. Después de pelear con docenas de guardias, Lee termina cayendo en una trampa y es capturado.
Al día siguiente, Han pide a Roper que pelee con Lee para probar su lealtad. Roper se niega a hacerlo y Han lo pone a Pelear con Bolo, pero Roper lo derrota. El enfurecido Han ordena a sus hombres que maten a Lee y a Roper. Superados en número, Lee y Roper logran mantener a raya a los esbirros de Han hasta que Mei Ling logra liberar a los prisioneros de Han, los cuales ayudan a Roper y a Lee. En medio del caos, Han trata de encontrar una vía para escapar, pero Lee lo persigue hasta su museo donde Han se adapta una prótesis de navajas para su mano. Han advierte que no tiene oportunidad contra Lee, así que se esconde en una habitación llena de espejos, los cuales desorientan a Lee. Pero Lee destruye todos los espejos deshaciendo la ilusión óptica de Han y después lo empala en su propia lanza, matándolo. Cuando Lee se reúne con Roper, todos los hombres de Han han sido derrotados y rodeados. Roper descubre el cadáver de Tania entre los escombros. Lee y Roper se saludan mientras los militares desembarcan en la isla.

## Reparto
| - Bruce Lee como Lee. - John Saxon como Roper. - Jim Kelly como Williams. - Ahna Capri como Tania. - Shih Kien como Han (doblado por Keye Luke). - Robert Wall como O'Hara. - Angela Mao como Su Lin. - Betty Chung como Mei Ling. - Geoffrey Weeks como Braithwaite. - Bolo Yeung como Bolo. - Peter Archer como Parsons. - Ho Lee Yan como el anciano. - Marlene Clark como secretaria. - Allan Kent como golfista. - William Keller como policía de Los Ángeles. - Mickey Caruso como policía de Los Ángeles. | - Pat E. Johnson como Hood. - Darnell García como Hood. - Mike Bissell como Hood. - Jackie Chan como Uno de los esbirros de Han. - Roy Chiao como Abad Shaolin. - Paul Heller - Sammo Hung como Peleador Shaolin. - Lam Ching Ying - Tony Liu como Luchador del Torneo. - Yuen Biao como Luchador del Torneo. - Yuen Wah como Luchador del Torneo/Doble de Bruce Lee. - Hidy Ochiai - Wei Tung como Lao. - Tadcomohi Yamcomohita - Mars como Guardia. - Mang Hoi como Marinero. |

## Producción

logotipo de Concord Production Inc., compañía productora que trabajó en la realización de la película. en aquel entonces, propiedad de Bruce Lee.

- La escena en la que Lee le dice a Parsons que su estilo es el de «Pelear sin Pelear», está basada en una famosa anécdota del siglo XVI relacionada con el samurái Tsukahara Bokuden.[10][11]

- Jackie Chan aparece como uno de los esbirros que ataca a Lee durante la pelea en la guarida subterránea, donde Lee termina rompiéndole el cuello. Jackie Chan también trabajó haciendo varias escenas como doble de Lee, incluyendo la escena donde Lee escala un techo rápidamente por la noche. Sin embargo, Yuen Wah fue el principal doble de Lee en las escenas que fueron más acrobáticas, como el salto sobre las manos de los monjes al inicio de la película y en la pelea cuando O'Hara le agarra la pierna haciendo un Backflip.[12]

- En principio la película se iba a llamar Blood and Steel (literalmente, Sangre y Acero).

- Enter The Dragon fue filmada sin sonido. Todos los diálogos y efectos fueron grabados durante la postproducción.

### Música
La banda sonora de Enter the Dragon fue compuesta por el músico argentino Lalo Schifrin. Schifrin era ampliamente conocido en aquel entonces por sus composiciones de jazz. También incorporó elementos de música funk y elementos tradicionales de música de cine a la banda sonora de la película.

## Reacción

### Recaudación y ganancias
En 1973, Enter the Dragon recaudó alrededor de USD 25 000 000 en Norteamérica, y un estimado de USD 90 000 000 en todo el mundo. La película contó con un ajustado presupuesto de USD 850 000.
En la India, la película abrió a casa llena. En Hong Kong, la película acumuló HK$ 3 307 536 —buen negocio para la época, pero sustancialmente con menores ganancias que Fist of Fury y Way of the Dragon—. Para 1999, Enter the Dragon había acumulado más de USD 200 000 000 a nivel mundial.

### Reacción crítica
La película fue bien recibida por los críticos y es considerada por muchos como una de las mejores películas de 1973. Los críticos se han referido a Enter the Dragon como  "un filme de suspenso estilo James Bond de bajo presupuesto", un "remake de Doctor No" con elementos de Fu Manchu. J.C. Maçek III de PopMatters escribió: "Obviamente el verdadero atractivo aquí es la estrella, Bruce Lee, cuyo desempeño como actor y luchador es el más realzado por el perfecto sonido y transferencia de video. Kelly era un artista marcial famoso y buen actor, y Saxon era un famosos actor y buen artista marcial, sin embargo, Lee demostró ser un maestro en ambos campos."
La película mantiene un 95% de aprobación en la página de críticas agregadas Rotten Tomatoes, con 43 análisis contados y un índice promedio de 7.8/10. En 2004, en Estados Unidos, la película fue exaltada como "culturalmente significante"  y fue seleccionada para su preservación en el Registro Nacional De filmes de la Biblioteca del Congreso de EE. UU.
En el año 2008 la revista Empire colocó a la película en el lugar 474 de su lista de Las 500 Mejores Películas de todos los Tiempos.

### Legado
La película ha sido parodiada y referenciada en varias producciones, como por ejemplo, en la película de 1976 The Pink Panther Strikes Again, En la publicación Satírica de The Onion, El programa de juegos japoneses Takeshi's Castle,  y en la película  Kentucky Fried Movie de  John Landis y en la película Balls of Fury. También fue parodiada en el programa That '70s Show  durante el episodio  "Jackie Moves On" con el personaje de Fez haciendo el papel de Bruce Lee. Varias tomas de la película son humorísicamente utilizadas en el filme The Last Dragon de Berry Gordy.
En agosto de 2007, la hoy desaparecida Warner Independent Pictures anunció que el productor de televisión Kurt Sutter trabajaría en un remake de la película titulada como Awaken the Dragon.
El popular videojuego Mortal Kombat toma prestados varios elementos narrativos de Enter The Dragon.
El popular videojuego de la década de 1980 Double Dragon cuenta con dos enemigos llamados Roper y Williams, una referencia a dos de los personajes principales de Enter The Dragon.
Reconocimientos del American Film Institute
- AFI's 100 años... 100 películas de suspense — Nominada
- AFI's 100 años... 100 héroes y villanos:
  - Lee — Héroe Nominado